# Schloss Philippsruhe

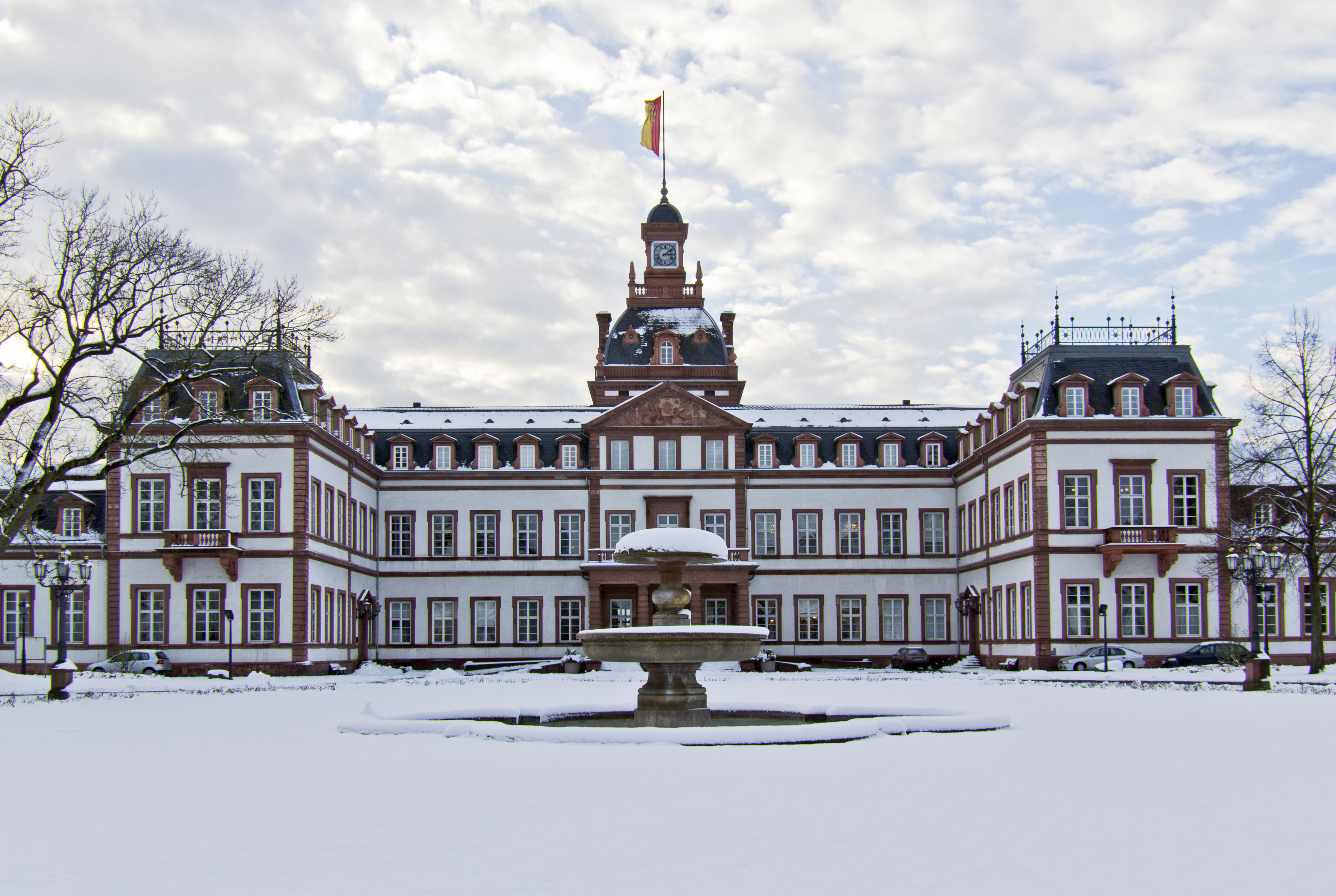
Schloss Philippsruhe, Frontansicht

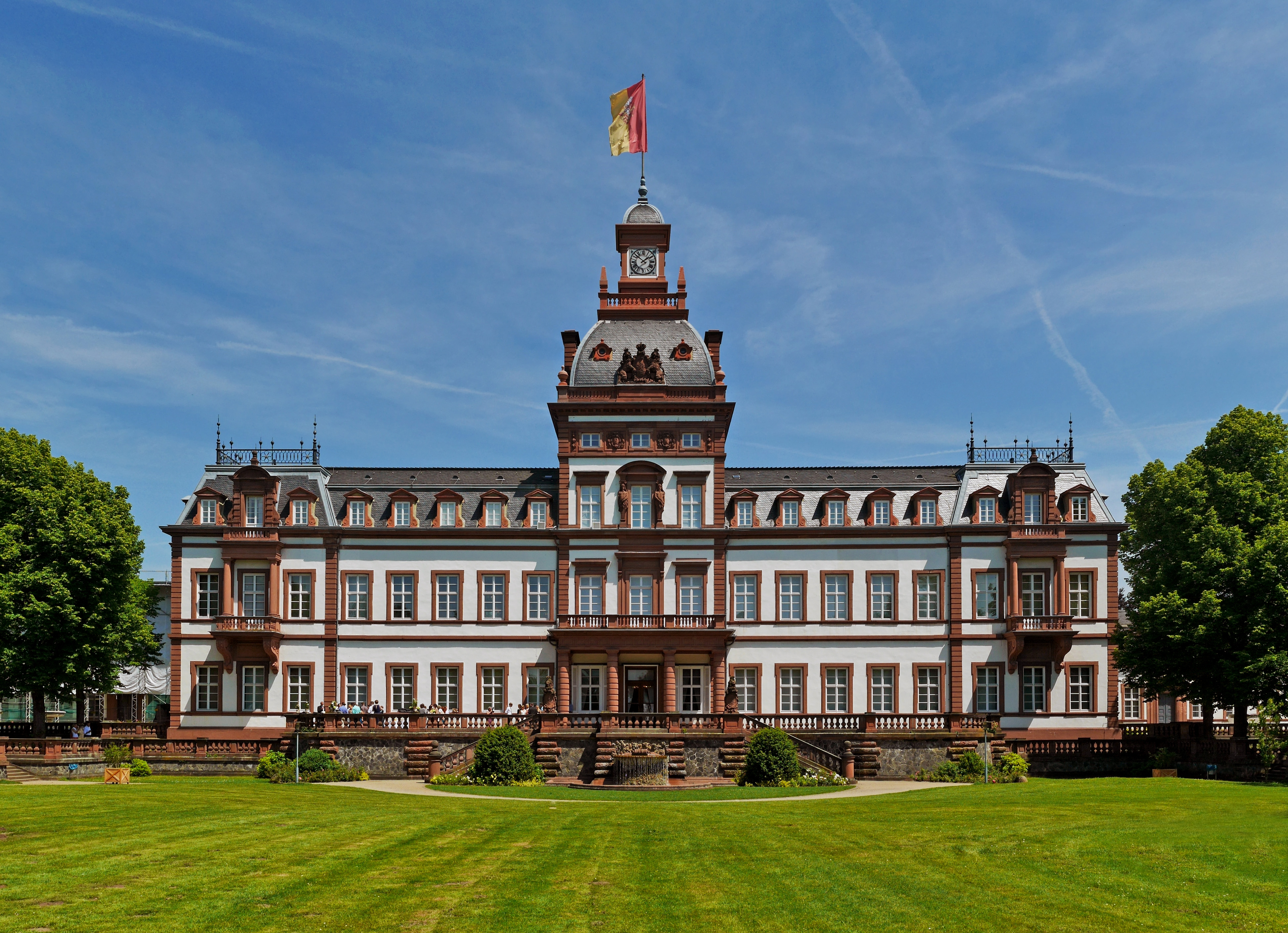
Schloss Philippsruhe, Parkansicht

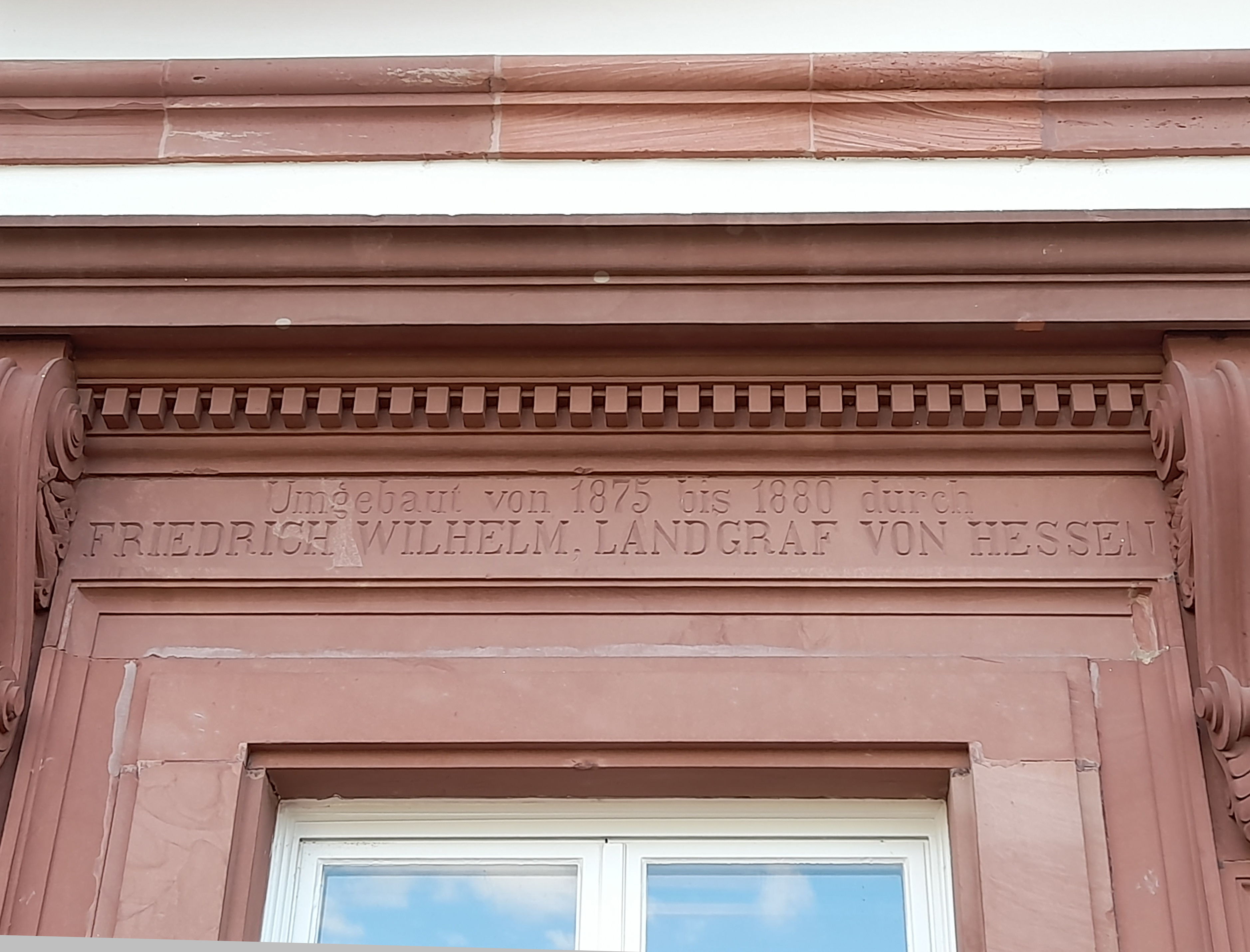
Inschrift zum Umbau 1875/80

Schloss Philippsruhe wurde etwa von 1700 bis 1725 für den Hanauer Grafen Philipp Reinhard bei Kesselstadt als Barockschloss im Westen der Stadt Hanau errichtet.
Sein heutiges Aussehen geht weitestgehend auf Umbauten aus der Gründerzeit zurück: Landgraf Friedrich Wilhelm von Hessen-Rumpenheim lebte zwar nur vier Jahre (von 1880 bis zu seinem Tod 1884) auf dem Schloss, was angesichts der vorausgegangenen fünf Jahre Umbauzeit wenig ist; die Räumlichkeiten der „Bel Etage“, die heute vom Historischen Museum eingenommen werden, reflektieren jedoch trotz des in weiten Teilen verloren gegangenen Mobiliars dominant seinen Geschmack im Stil der Renaissance.

## Das Schloss

### Vorgeschichte
1594 kaufte Graf Philipp Ludwig II. im Bereich des heutigen Schlosses ein Grundstück, um dort ein Landhaus errichten zu lassen. Dieses Renaissance-Schlösschen wurde während des Dreißigjährigen Krieges zerstört.

### Bau
Ende des 17. Jahrhunderts entschloss sich Graf Philipp Reinhard zum Neubau eines Barockschlosses mit Garten.
Der Bau des Hauptgebäudes begann 1701. Die Schlossanlage orientiert sich am französischen Schloss Clagny, das von Jules Hardouin-Mansard entworfen wurde. Die Pläne für das Hanauer Schloss erstellte der Architekt Julius Ludwig Rothweil, der auch die ersten Bauabschnitte überwachte. Kaum ein Jahr nach Baubeginn ließ Graf Philipp Reinhard ihn jedoch durch einen französischen Kollegen, Jacques Girard, ersetzen. Das Schloss bestand aus einem dominierenden Mittelbau sowie zweigeschossigen Wohntrakten und eingeschossigen Flügelbauten, die sich um einen Ehrenhof gruppieren. Die Eckpavillons entstanden 1702, der Marstall und die Remise 1706.
Der letzte Hanauer Graf, Johann Reinhard III., ließ die barocke Anlage durch „Herrn Cardinals Ingenieur Mons. Bonde“ ab 1720 durch eine Orangerie am nordwestlichen Ende des Schlossparks ergänzen, deren ursprüngliches Flachdach 1736 aufgrund eindringenden Regenwassers durch Christian Ludwig Hermann jedoch grundlegend umgebaut und durch ein Mansarddach ersetzt werden musste.

### Nebenresidenz des Hauses Hessen

#### Klassizismus

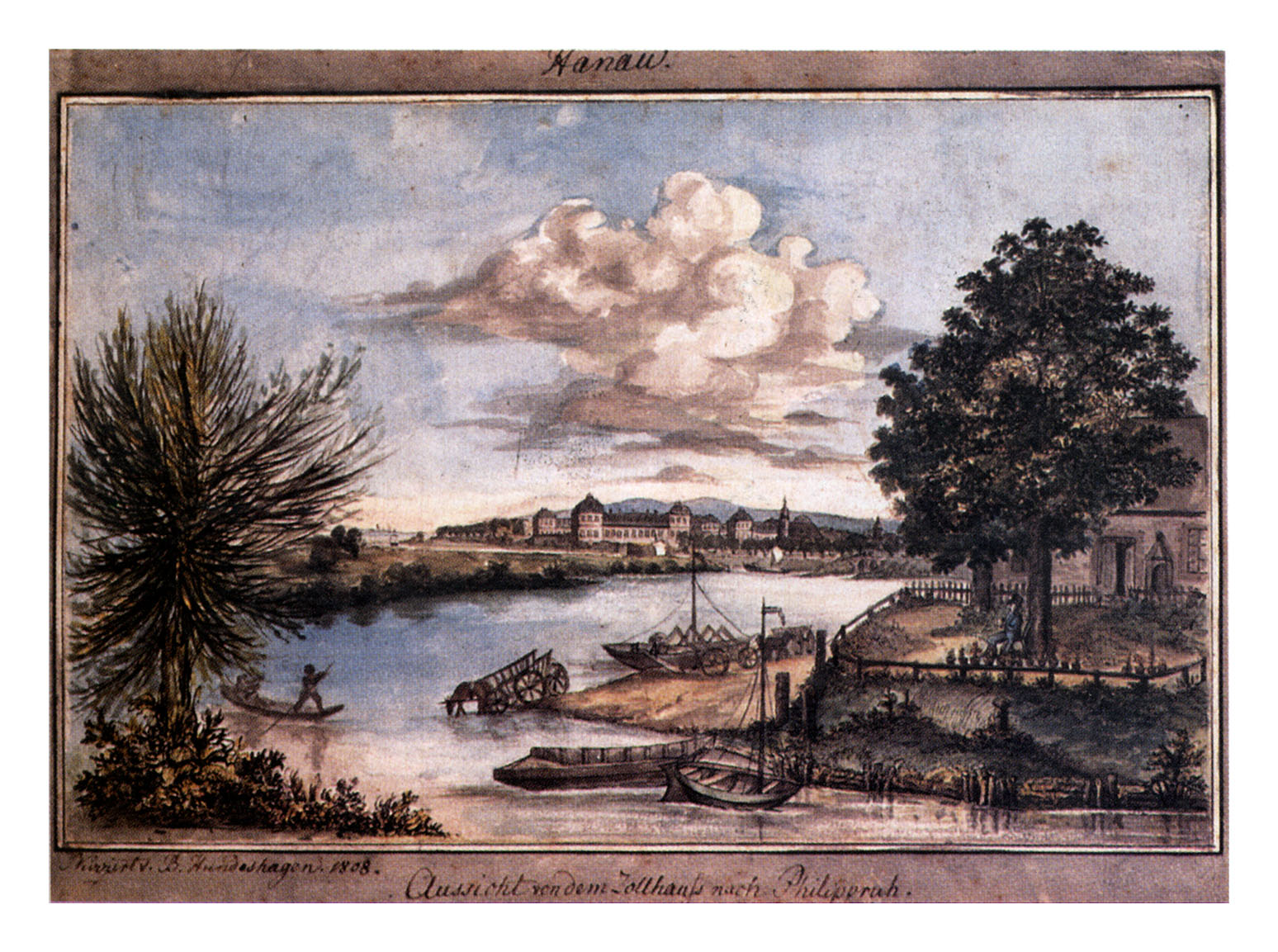
Bernhard Hundeshagen: Aussicht von dem Zollhaus nach Philippsruh 1810

Nach dem Tod des letzten Grafen von Hanau ging Schloss Philippsruhe 1736 auf Grund von Erbverträgen in den Besitz der Landgrafen und späteren Kurfürsten von Hessen-Kassel aus dem Haus Hessen über, die die Anlage erweiterten und umbauten. Prägender Bauherr war Kurfürst Wilhelm II. So entstand um 1830 das Teehaus in der südwestlichen Ecke des Schlossgartens. Die Innenausstattung der Schlossräume ließ Wilhelm II. entsprechend dem Geschmack der Zeit klassizistisch umgestalten; erhalten ist dieses Mobiliar nicht. Das Parterre wird heute durch Dokumentationen des Museums zur Stadtgeschichte Hanaus und Hanauer Kunst des 20. Jahrhunderts genutzt.
Der einzige aus der klassizistischen Bauphase erhaltene Raum ist der Festsaal (so genannter Weißer Saal) mit acht korinthischen Säulen und weißen Stuckaturen in antikisierender Formensprache (Akanthus und Eierstab). Er kann für Veranstaltungen gemietet werden. In den Jahren 2016/2017 wurde der Saal grundlegend saniert.

#### Gründerzeit

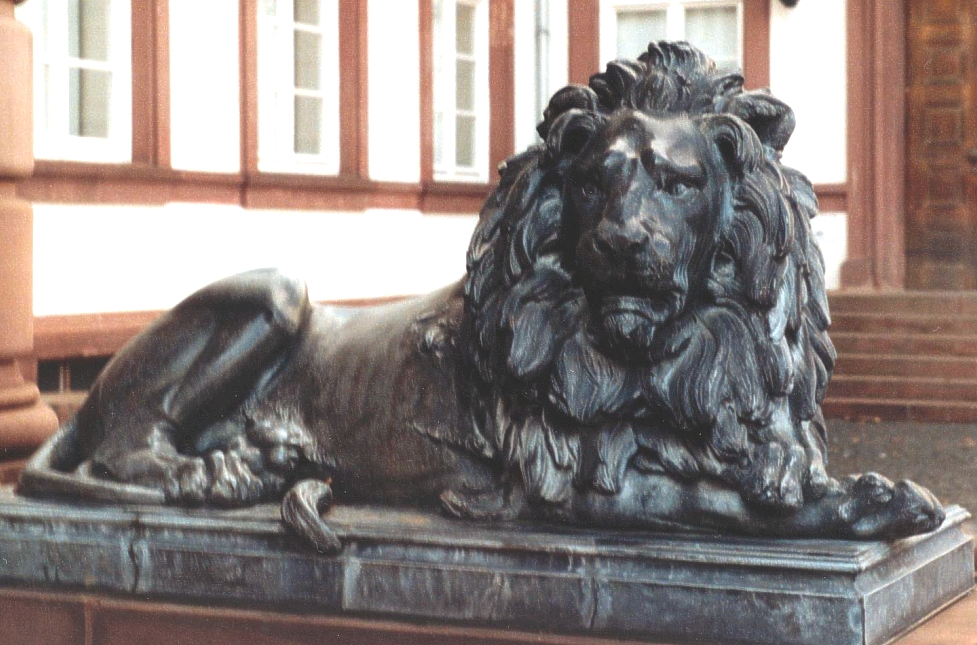
Löwe nach Christian Daniel Rauch

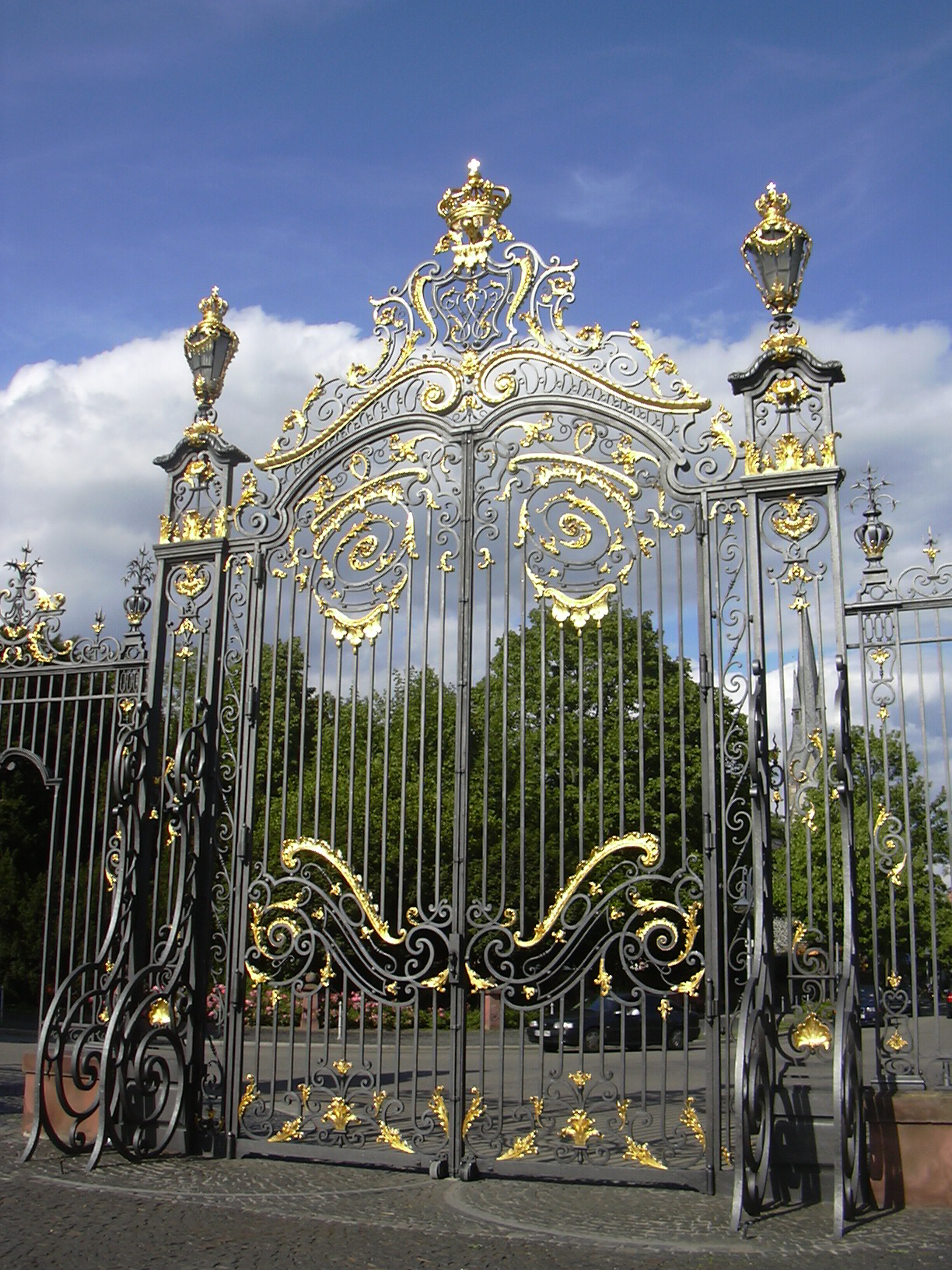
Tor zum Schloss Philippsruhe (1879–1881)

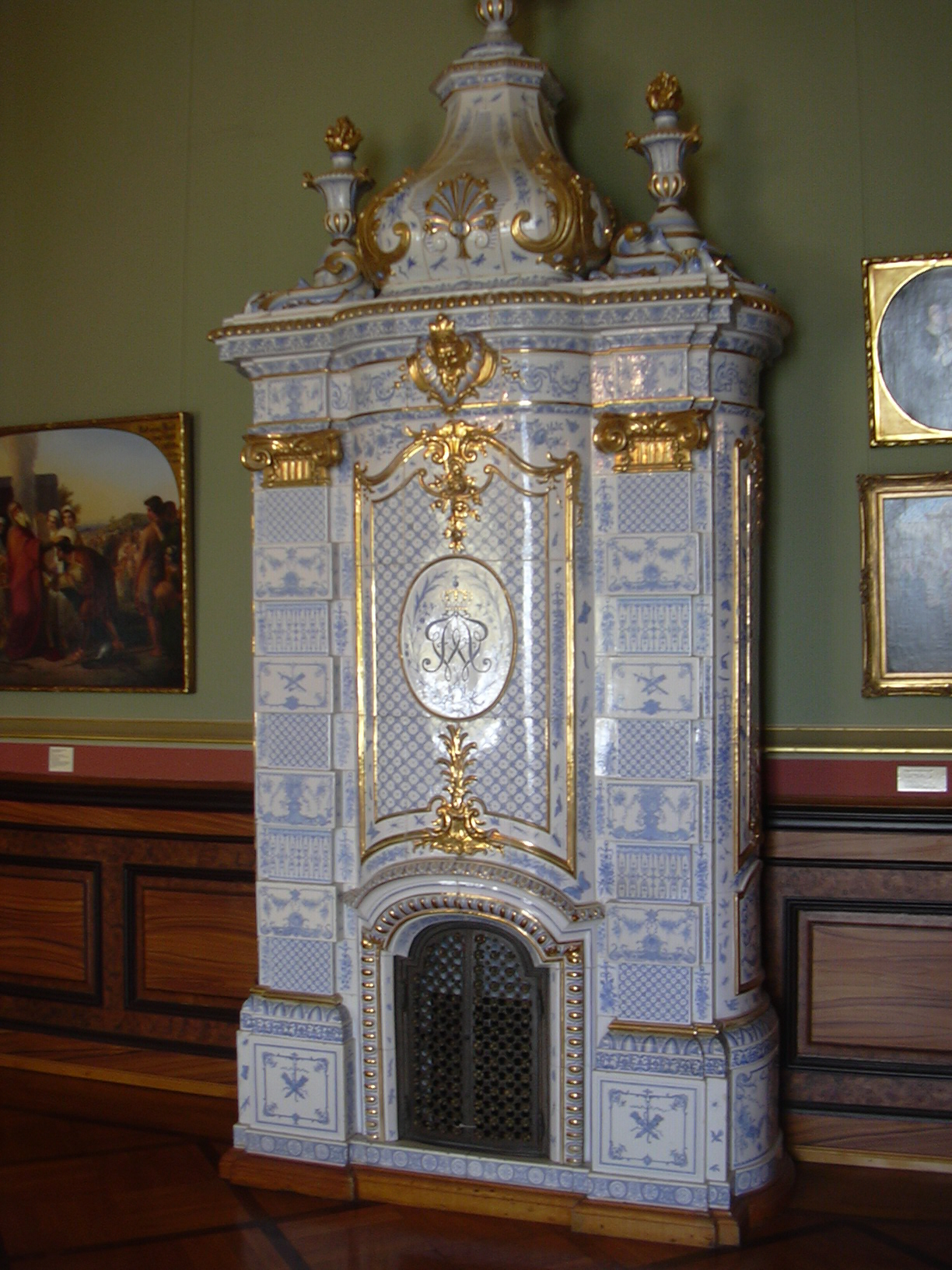
Kamin im Salon des Landgrafen (Richard Dielmann, 1880, ausgeführt in Magdeburg)

Da der letzte Kurfürst Friedrich Wilhelm keine legitimen Nachkommen hatte, fiel das Erbe an die Seitenlinie Hessen-Rumpenheim. Titular-Landgraf Friedrich Wilhelm von Hessen-Rumpenheim beschloss im Alter von 55 Jahren, mit seiner Familie den Stammsitz auf Schloss Rumpenheim zu verlassen und sich Philippsruhe als Alterssitz ausbauen zu lassen. Zwischen 1875 und 1880 fanden in seinem Auftrag so diejenigen großen Um- und Erweiterungsbauten am Mitteltrakt statt, die dem Schloss weitestgehend sein heutiges Aussehen verliehen haben:

##### Gebäude
Der Mitteltrakt wurde um drei Fensterachsen nach vorne erweitert, erhielt das heutige Haupttreppenhaus und den vorgelagerten Säulenportikus. Gleichzeitig wurden mit Hilfe des dänischen Architekten Ferdinand Meldahl und des Frankfurter Kollegen Richard Dielmann sowie des Hanauer Schreiners Jean Körner einige Räume des Schlosses mit Stuckdecken und kunstvollen Holzintarsienarbeiten als Wandverkleidungen neu gestaltet. Mehrere reich dekorierte Majolika-Öfen im Stil französischer Klassik ließ Landgraf Friedrich Wilhelm sich in Magdeburg und Dresden anfertigen; seine Vorgänger hatten keine Heizung benötigt, da das Schloss nie permanent bewohnt war, sondern immer nur als Sommerresidenz diente.
Das vergoldete schmiedeeiserne Eingangstor im Stil französischer Klassik ließ der Landgraf 1879 in Paris entwerfen.

##### Innenarchitektur

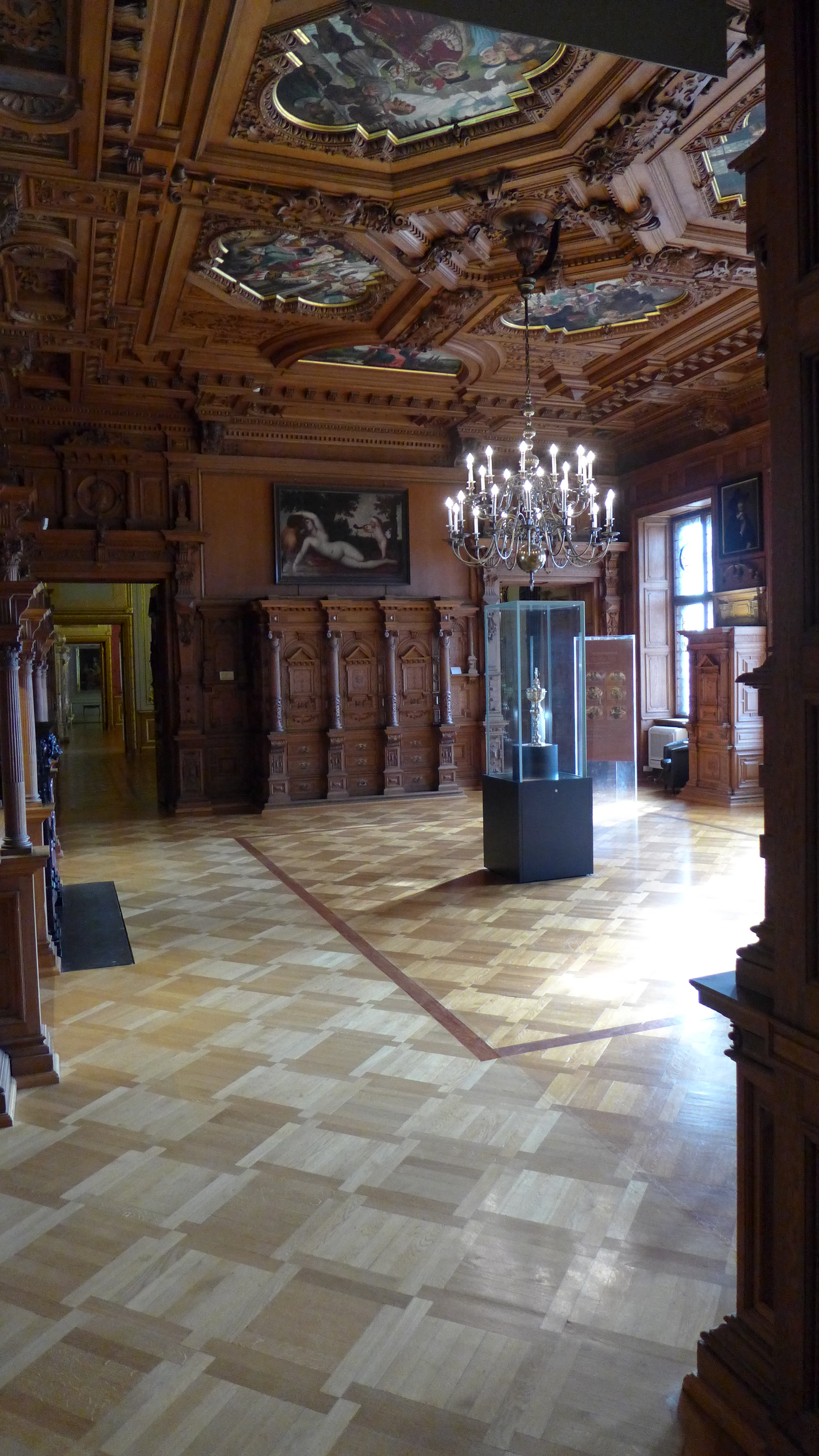
Saal mit Ausstattung im Stil der Neorenaissance

Auf der Bel Étage ist – nach dem Brand von 1984 teilweise restauriert – die historistische Innenarchitektur der Repräsentationsräume aus der Zeit des Landgrafen Friedrich Wilhelm und seiner Ehefrau, Maria Anna Friederike von Preußen, mit ihren Holzintarsien und Stuckaturen erhalten. Mobiliar und Inventar ist, abgesehen von einigen Majolika-Kachelöfen und zwei venezianischen Leuchtern, nicht mehr vorhanden und befindet sich heute zum Teil im Schloss Fasanerie bei Fulda. Die Räume im Einzelnen:
- zum Ehrenhof ausgerichtet
  - Spiegelzimmer und
  - Speisesaal (heute: Fayencen-Ausstellung des Historischen Museums Hanau);
- rückwärtig zum Park gerichtet:
  - Festsaal (Roter Saal) mit einem Deckenfresko von Wilhelm Keuffel; Landgraf Friedrich II. (Hessen-Kassel), Stammvater der kurfürstlichen Linie Hessen-Kassel und der landgräflichen Linie Hessen-Rumpenheim, ist durch ein Gemälde von Johann Heinrich Tischbein dem Älteren, genannt Kasseler Tischbein, das den Landgrafen in vollem Ornat zeigt, präsent. Ein geringer Teil der Originaleinrichtung von Friedrich Wilhelm und Anna ist erhalten (ein Lüster aus Muranoglas aus dem 19. Jahrhundert sowie zwei Spiegel aus gleicher Zeit). Die sechs Supraporten sind Kopien, die Reinhold Ewald 1954 geschaffen hat. Die Originale befinden sich in der künstlichen Burgruine im Park von Wilhelmsbad.[3]
  - der ehemalige Wintergarten von Maria Anna (heute: Gemäldegalerie, u. a. Tischbein);
  - Maria Annas Salon, Antichambre und Baudoir (heute: Galerie niederländischer Gemälde);
  - Musikzimmer und Bibliothek (Salon) von Friedrich Wilhelm, Schulbeispiel des Stils der Neorenaissance;
  - Arbeitszimmer des Landgrafen.

Im Parterre liegt der „Reiher-Saal“ mit Reiher-Stuckdekoren. Hier heirateten auch zwei Kinder des Landgrafenpaares 1884 und 1893. Heute wird der Saal vom Hanauer Standesamt als Trauzimmer genutzt.
Das Schloss wurde nach 1884 von den Erben des Hauses Hessen-Rumpenheim bis 1918 bewohnt. Danach war es von der landgräflichen Familie verlassen, verblieb jedoch vorerst vollkommen eingerichtet.

### Nutzung im 20. und 21. Jahrhundert
Seit der Eingemeindung Kesselstadts nach Hanau 1907 liegt das Schloss in der Gemarkung der Stadt Hanau. Die Stadt übernahm es 1919/20 in ihre Obhut und stellte es im Auftrag der Erben zum Verkauf; es fand sich jedoch kein Käufer.
1943 wurde das Mobiliar weitgehend nach Schloss Fasanerie (früher auch Schloss Adolphseck genannt) bei Fulda ausgelagert, um es vor Bombentreffern zu schützen; im Nachhinein erwies sich diese Maßnahme als falsch, da Philippsruhe unversehrt blieb, während Angriffe auf Fulda das ausgelagerte Inventar in Mitleidenschaft zogen.
Seit der Endphase des Zweiten Weltkriegs diente das Schloss als Gewerbe- und Wohnraum und schließlich als Rathaus, nachdem die gesamte Innenstadt einschließlich des historischen Rathauses am Marktplatz durch den schweren Luftangriff auf Hanau am 19. März 1945 völlig zerstört worden war. Die Stadt Hanau kaufte 1950 schließlich das Schloss. Während der Nutzung als Rathaus wurde im Haupttreppenhaus das Historien- und Wandgemälde von Reinhold Ewald Huldigung der Bürger der Neustadt Hanau beim Grafen Philipp Ludwig II. angebracht, das diese Szene aus der Geschichte der Stadt zeigt. Die Gesichter der Dargestellten sind aber überwiegend Porträts von Angehörigen der Hanauer Gesellschaft der 1950er Jahre. 1964 konnte die Stadtverwaltung in das wiederaufgebaute Rathaus in der Innenstadt umziehen, und 1967 eröffneten in Philippsruhe die ersten Säle des Historischen Museums Hanau.

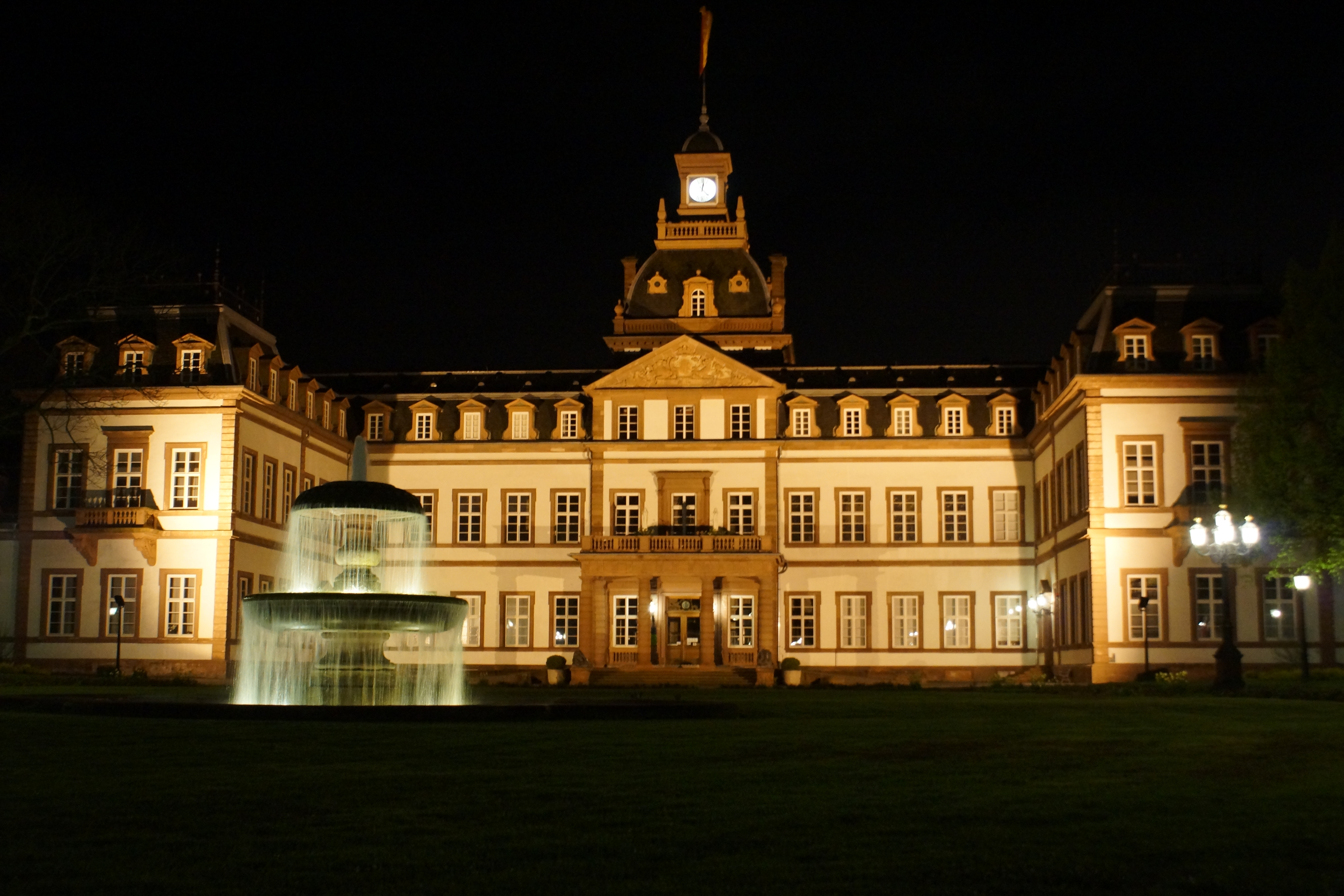
Die Vorderseite bei Nacht (2012)

Bei einem Brand am 7. August 1984 wurde das Schloss im Dachbereich schwer beschädigt und die Kuppel zerstört. Nach heftigen Diskussionen entschied man sich, die historistische Kuppel zu erneuern und das Schloss nicht in einen „ursprünglichen“ barocken Zustand zurück zu restaurieren. Anhand historischer Fotografien konnte die beschädigte Innenarchitektur aus der Zeit des Landgrafen Friedrich Wilhelm von Hessen-Rumpenheim in der Bel Etage originalgetreu restauriert werden. Einige Kunstwerke des Museums jedoch sind unwiederbringlich verloren.
Die Orangerie im nordwestlichen Garten wurde nach dem Zweiten Weltkrieg u. a. durch einen Karosseriebetrieb genutzt. Erst zur zweiten Hessischen Landesgartenschau, 2002, wurde das heruntergekommene Gebäude renoviert und Anbauten abgerissen, Wanddurchbrüche, die wegen der gewerblichen Nutzung entstanden waren, wurden geschlossen und die Veränderung des Mittelportals aus der zweiten Hälfte des 19. Jahrhunderts wurde zurückgebaut. Heute werden Orangerie und Teehaus im Rahmen von Veranstaltungen, z. B. den Brüder Grimm Märchenfestspielen und den Philippsruher Schlosskonzerten genutzt.
Das Schloss beherbergt neben dem Historischen Museum Hanau in einigen Räumen auch das Papiertheatermuseum Hanau und seit April 2019 das GrimmsMärchenReich.

## Parkanlage

### Der barocke Garten
Hofgärtner Marx Doßmann begann im Auftrag des letzten Grafen, Johann Reinhard von Hanau-Lichtenberg, mit der Anlage des barocken Gartens 1696 noch vor dem Baubeginn des Schlosses. Später war ein Gärtner mit dem Namen Schneider für die Anlage zuständig. Er tauschte seine Stelle im Sommer 1721 mit Johann David Fülck, dem Hofgärtner von Rudolf Franz Erwein von Schönborn, weil Fülck und Schönborn miteinander in Streit geraten waren.
Der Garten erstreckte sich entlang des Mains in Ost-West-Richtung. Blickfang für die Hauptachse des Gartens bildete das Schloss. Im Garten selbst mündete die Hauptachse in einem größeren Platz, mit Springbrunnen in der Mitte. Links und rechts dieser Achse zogen sich reich ornamentierte Blumenrabatten, die von Buchsbaumhecken eingefasst waren. Die nördliche und südliche Begrenzung des Gartens bildeten Lindenalleen, deren äußere kastenförmig und deren innere tonnenförmig gestutzt wurden. Als westliche Begrenzung wurden zwei Eichenhecken gepflanzt, die in Kastenform geschnitten wurden. Westlich hinter diesen Eichenhecken lag vertieft das so genannte Wäldchen, ursprünglich mit Kirschbäumen bepflanzt. Westlich angrenzend erstreckte sich ein Baum- und Gemüsegarten, und an die Orangerie schloss sich der so genannte Melonengarten an, ein von hohen Bruchsteinmauern umgebenes Areal, in dem Wärme liebendes Gemüse und Obst zur Versorgung der Hofhaltung gezogen werden konnte.

### Der englische Landschaftspark

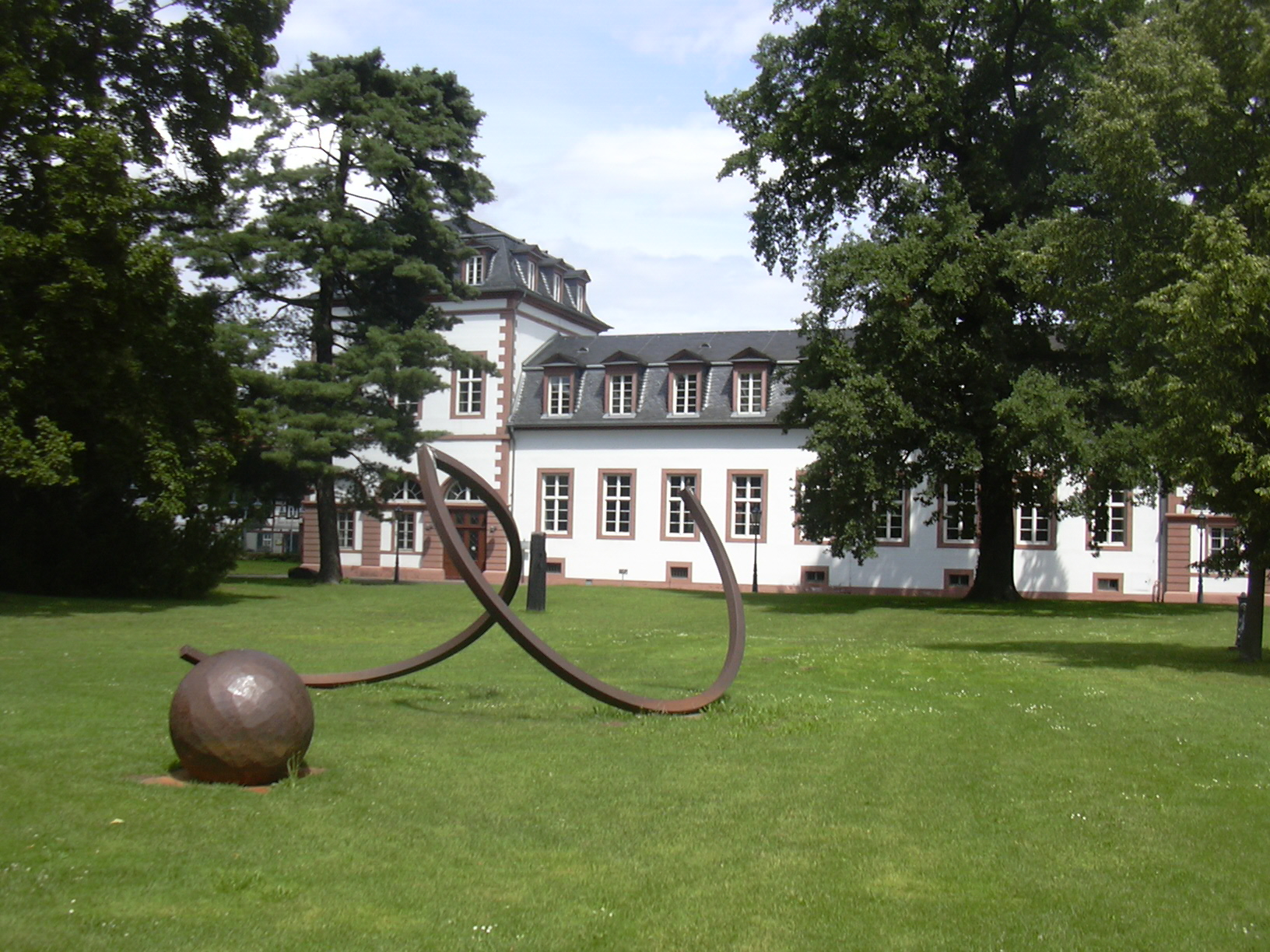
Skulpturenpark Schloss Philippsruhe, hier die Skulptur Große Kreisteilung mit Kugel von Alf Lechner

Die Kurfürsten von Hessen-Kassel und Landgrafen von Hessen-Rumpenheim ließen zwischen 1840 und 1880 den barocken Garten entsprechend dem Zeitgeschmack durch den schwedischen Gartenbaumeister Jens Person Lindahl (der später den Ringpark in Würzburg gestaltete) in einen englischen Landschaftsgarten umgestalten. Dennoch blieben einige barocke Gartenelemente, wie die Lindenalleen, die Eichenhecken und die Blumenbeete der Schlossterrassen, erhalten. Zwar konnte das Gelände geringfügig erweitert werden, allerdings unterscheidet sich der Hanauer Park mit seiner geringen Größe von 8,6 Hektar und die dadurch bedingte kleinräumige Modellierung von anderen englischen Landschaftsgärten dieser Zeit.
Seit Mitte des 20. Jahrhunderts begann der Park durch mangelnde Pflege und das alljährlich im Sommer auf den Wiesen des Parks stattfindende Hanauer Bürgerfest zu leiden. Die abgestorbenen Linden und andere wertvolle Bäume wurden nicht mehr ersetzt, die Rasenflächen durch die Belastung so stark verdichtet, dass sie ohne hohen Aufwand nicht mehr saniert werden konnten und stellenweise nur noch der Erdboden sichtbar war. Der Teich trocknete aus und wurde als Rollschuhbahn genutzt. Deshalb wurde das Bürgerfest letztlich auf die Mainwiesen verlegt.
Im Rahmen dreier Stadtbildhauer-Wettbewerbe 1986, 1988 und 1990 wurden in der Parkanlage um das Schloss eine Reihe Skulpturen international renommierter Künstler aufgestellt, beispielsweise die Große Kreisteilung mit Kugel von Alf Lechner (1988).

### Landesgartenschau und Sanierung

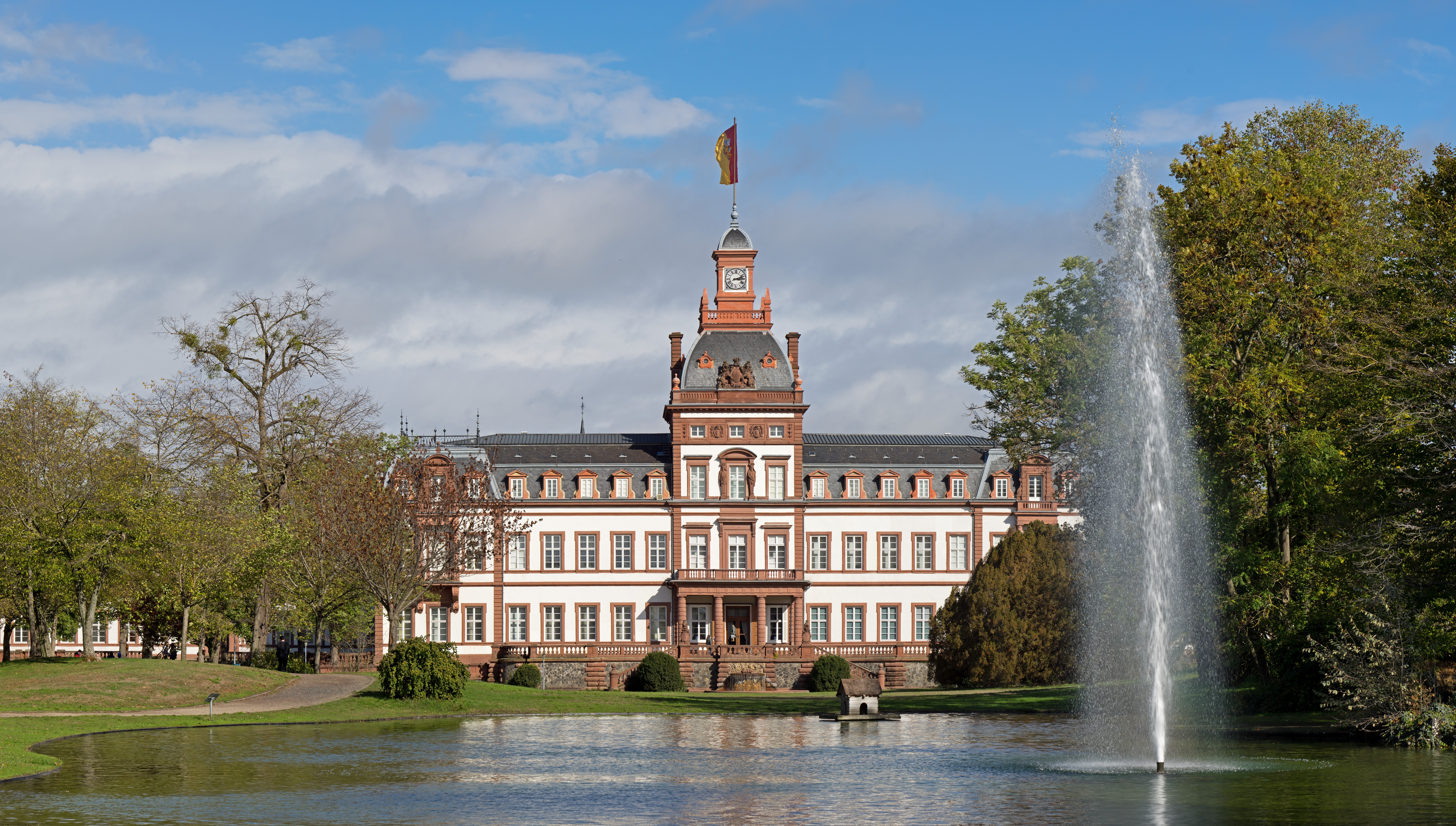
Blickachse von der Fontäne zur Gartenfassade des Schlosses

Der unter Denkmalschutz stehende Park wurde zur 2. Hessischen Landesgartenschau 2002 nach den Plänen Lindahls saniert. Die Bäume der beiden Lindenalleen mainseitig und entlang der Orangerie wurden vollständig erneuert, die Eichenhecken in Nord-Süd-Richtung im Westen des Parks neu angelegt. Der Weiher, umgeben von artifiziell aufgeschichteten Basalt-Formationen und einem kleinen Wäldchen, im Zentrum des im Osten durch die Gartenfassade des Schlosses und im Übrigen durch die Baumalleen begrenzten Parks wurde wiederhergestellt. Seine Fontäne bildet den optischen Mittelpunkt des Parks mit seinem historischen Baumbestand (Linden, Eschen, Ahorn, Kastanien, Blutbuchen). Im Zuge der Sanierung wurden die alten Einzelbäume und Baumgruppen von Unterholz frei- und die Blickachse durch den Park auf die Gartenfassade des Schlosses wiederhergestellt.
Veränderungen fanden auch im Bereich des westlich angrenzenden tiefer liegenden ehemaligen Baum- und Gemüsegartens statt. Die im 19. Jahrhundert dorthin verlagerte barocke „Goldene Treppe“ wurde zusammen mit dem zwischenzeitlich versiegten Brunnen saniert. Im Garten selbst wurde, vor diesem Brunnen, ein rund 2,5 Meter hoher halbrunder Wall aufgeschüttet. Dieses so geschaffene, „Amphitheater“ dient heute den Brüder Grimm Märchenfestspielen und dem Hanauer Kultursommer als Spielstätte.

## Persönlichkeiten
- Prinzessin Caroline von Hessen-Kassel (1799–1854), hier geboren